# Шевелёв, Игорь Леонидович
Игорь Леонидович Шевелёв (род. 12 апреля 1952, Москва) — советский и российский писатель, журналист, критик.

## Биография
В 1976 году окончил философский факультет МГУ. С 1987 года и по настоящее время занимается журналистикой. Писал, в частности, в журналы «Огонёк», «Новое время», «Человек и природа», «Персона», газеты «Время МН», «Новое русское слово», «Независимая газета», «Общая газета», «Московские новости», «Российская газета», в сетевой «Русский журнал» и другие.
Женат, имеет троих детей, трех внучек и четырех внуков. Живёт в Москве.

## Книги
- «Жертвоприношение коня». — М., 2000.
- «Год одиночества». — М., 2002.